# Handelingen van Johannes
De Handelingen van Johannes zijn een apocrief geschrift van het Nieuwe Testament.
De Handelingen van Johannes vormen samen met de Handelingen van Paulus, Petrus, Andreas en Tomas de vijf oudste en bekendste apocriefe Handelingen. De Handelingen van Johannes zijn opvallend onder de oudchristelijke teksten vanwege hun opmerkelijke christologie. Doordat zij zich afzet tegen bepaalde Bijbelse teksten was deze tekst vanaf het ontstaan tot marginaliteit veroordeeld.
De Handelingen van Johannes zijn dan ook door kerkelijke veroordelingen slechts gedeeltelijk bewaard. Het begin is verloren gegaan en de tekst vertoont ook andere lacunes. Het oorspronkelijke werk was waarschijnlijk maximaal anderhalfmaal zo lang als de bewaarde gedeelten, die de hoofdstukken 18-115 omvatten. Omgekeerd zijn er diverse fragmenten waarvan wel is vermoed dat ze behoren tot verloren gegane episodes, maar dat is onwaarschijnlijk.
De overgeleverde tekst bestaat uit verhalende gedeelten (hoofdstukken 18-86 en 106-115) die zich in Klein-Azië afspelen, en de hoofdstukken 87-105 waarin Johannes fantastische verhalen vertelt over vroegere ervaringen met Jezus Christus. Deze hoofdstukken 87-105 zijn slechts in een laat-middeleeuws handschrift van slechte kwaliteit overgeleverd.
Het grootste deel van de Handelingen van Johannes is niet orthodox maar ook niet gnostisch. De hoofdstukken 94-102 en 109 zijn wel gnostisch en vormen een latere toevoeging aan de tekst. De verhalende gedeelten vormen een romantiserende apostelbiografie. De hoofdstukken 87-105 zijn echter een soort alternatief evangelie. Het eerste deel van de tekst is geschreven voor mensen die nog geen kennis hebben van het christelijk geloof; het tweede deel richt zich op gevorderden.
De auteurs zijn onbekend; de auteur van het gnostische deel moet dit deel hebben ingevoegd in de Klein-Aziatische episoden.
De auteurs van de Handelingen van Johannes kenden de Synoptische Evangeliën en het Evangelie volgens Johannes. Inhoudelijk spreken de Handelingen van Johannes de canonieke evangeliën duidelijk tegen. Het verhalende deel van de Handelingen is ook beïnvloed door het Bijbelboek Handelingen der Apostelen. Dit blijkt uit onverwachte wisselingen naar de eerste persoon meervoud en weer terug naar de derde persoon, zoals die ook in Handelingen voorkomen. De Handelingen van Johannes hadden op hun beurt invloed op die van Petrus en van Paulus.
In de tekst staat dat Jezus Christus aan mensen verschijnt in verschillende gedaanten. Dit moet duidelijk maken dat Hij geen mens van vlees en bloed is geworden. Als geestelijk wezen laat Hij ook geen sporen na, sluit Hij nooit de ogen en eet Hij niet. Daarom vallen deze Handelingen onder het Docetisme.
De christologie van de Handelingen van Johannes lijkt sterk op de ideeën die in de Eerste brief van Johannes worden veroordeeld. De Handelingen van Johannes geven ons zicht op de receptie van het Johannesevangelie door Grieks-denkende mensen.
De tekst is waarschijnlijk ontstaan in Klein-Azië maar niet in Efeze, in het midden van de tweede eeuw na Christus.
1. ↑  Sabelis, Jim, De Handelingen van Johannes. Geraadpleegd op 17 april 2020.